# Keileweg

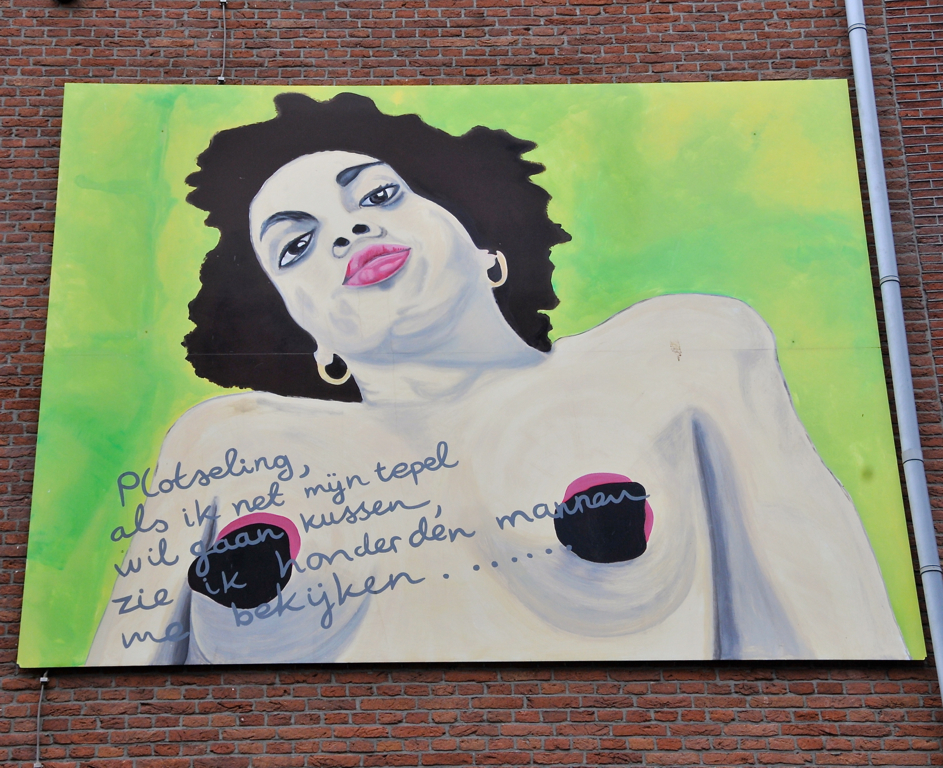
Muurschildering van Lydia Schouten die tussen 2002 en 2005 bij de Keileweg hing. Sinds de sluiting van de tippelzone te vinden op de kruising van de Witte de Withstraat en de Eendrachtsstraat

De Keileweg is een circa 800 meter lange zijweg van de Vierhavensstraat in het bedrijvenpark Nieuw-Mathenesse nabij de Nieuwe Maas in Rotterdam - Delfshaven. Tussen 1990 en 2000 was hier de tippelzone van Rotterdam.
De Keileweg is vernoemd naar de voormalige Keilepolder waarin hij ligt en loopt parallel aan de Keilehaven.

## Historie
Het gebied rond de Vierhavensstraat werd vanaf 1910 ontwikkeld. De Keilehaven, waarvoor de Keileweg de noordelijke ontsluiting vormt, werd gegraven tussen 1912 en 1914.
In 1918 besloot Van Berkel een vliegtuigbouwafdeling op te richten met steun van de Nederlandse regering. De fabriek stond aan de Keileweg nummer 9. De vliegtuigenfabriek had een oppervlakte van 4000 m². Er was een grote vliegloods, een plek om nieuwe motoren te beproeven en een helling om de watervliegtuigen te water te laten. Hier werden vliegtuigen van het type W-A gebouwd, dit waren Hansa-Brandenburg W.12 toestellen waarvoor de Nederlandse regering een bouwlicentie had gekocht. Deze afdeling was echter weinig succesvol en in 1921 besloot Van Berkel te stoppen met deze activiteit.
Ondanks jarenlang verzet vanuit de wijken rond de Keileweg namen PvdA-wethouder Henderson en het college van B en W van Rotterdam het besluit de prostitutie van de G.J. de Jonghweg naar de Keileweg te verplaatsen, zodat de wijk Middelland van een deel van de problemen af was. Begin jaren negentig werd dit besluit uitgevoerd. De problemen verplaatsten zich echter met de prostituees mee naar Spangen en Bospolder/Tussendijken. In april 2004 besloten Leefbaar-wethouder Wim van Sluis en het college van B en W en om de Keileweg in 2005 af te sluiten voor prostitutie. Dat gebeurde in de nacht van 12 op 13 september van dat jaar.
Op 14 juli 2011 stond er een schoorsteenpijp aan de Keileweg op instorten, vanwege de krachtige wind op die dag. Op 15 juli is de schoorsteen deels verwijderd.